# Csaturanga
|   | a  | b  | c  | d  | e  | f  | g  | h  |   |
| 8 | a8 | b8 | c8 | d8 | e8 | f8 | g8 | h8 | 8 |
| 7 | a7 | b7 | c7 | d7 | e7 | f7 | g7 | h7 | 7 |
| 6 | a6 | b6 | c6 | d6 | e6 | f6 | g6 | h6 | 6 |
| 5 | a5 | b5 | c5 | d5 | e5 | f5 | g5 | h5 | 5 |
| 4 | a4 | b4 | c4 | d4 | e4 | f4 | g4 | h4 | 4 |
| 3 | a3 | b3 | c3 | d3 | e3 | f3 | g3 | h3 | 3 |
| 2 | a2 | b2 | c2 | d2 | e2 | f2 | g2 | h2 | 2 |
| 1 | a1 | b1 | c1 | d1 | e1 | f1 | g1 | h1 | 1 |
|   | a  | b  | c  | d  | e  | f  | g  | h  |   |

|   | a  | b  | c  | d  | e  | f  | g  | h  |   |
| 8 | a8 | b8 | c8 | d8 | e8 | f8 | g8 | h8 | 8 |
| 7 | a7 | b7 | c7 | d7 | e7 | f7 | g7 | h7 | 7 |
| 6 | a6 | b6 | c6 | d6 | e6 | f6 | g6 | h6 | 6 |
| 5 | a5 | b5 | c5 | d5 | e5 | f5 | g5 | h5 | 5 |
| 4 | a4 | b4 | c4 | d4 | e4 | f4 | g4 | h4 | 4 |
| 3 | a3 | b3 | c3 | d3 | e3 | f3 | g3 | h3 | 3 |
| 2 | a2 | b2 | c2 | d2 | e2 | f2 | g2 | h2 | 2 |
| 1 | a1 | b1 | c1 | d1 | e1 | f1 | g1 | h1 | 1 |
|   | a  | b  | c  | d  | e  | f  | g  | h  |   |

A csaturanga ősi indiai játék, a sakk, a sógi (japán sakk) és a makruk (thai sakk) közös őse, a hsziangcsi (kínai sakk) és a csanggi (koreai sakk) rokona. A 6. század óta vagy még régebben játsszák, így ezt tartják a legrégebbi sakkvariánsnak. Közvetlen leszármazottja a satrandzs, a középkorban Európában meghonosodott sakkjáték elődje.
Két játékos játssza, de van négyszemélyes változata is, a csaturadzsi.
Csaturanga jelentése: négy részből álló hadsereg. A figurák az indiai hadsereg négyes tagolását jelképezik. A király (rádzsa) és vezére a következő seregtestek felett rendelkeztek:
- A gyalogos katonák előrenyomuló sora.
- A derékhad közelében a csataelefántok - a sakk futója. Később a figura játékerejét nem tartották méltónak a hatalmas elefántokéhoz. Ez változásokhoz vezetett és a mai Indiában gyakran a bástyát nevezik elefántnak, a futót pedig tevének. (Egyébként egy alternatív sakkfigura neve is „teve”.)
- A lovasság, amelyet a megkerülésre alkalmas huszár jelképez.
- A harci szekerek (vagy hajók) a szárnyakon, amelyek gyorsan, de csak egyenes vonalban mozognak. Ezekből Európában bástya lett (kivéve Oroszországot, ahová a „hajó” került).

A csaturangát az astapada nevű 8×8-as táblán játszották, amelyet nem osztottak fel világos és sötét mezőkre. A táblán jelölések is voltak, amelyeknek funkciója feledésbe merült. A sakktörténész Murray szerint ugyanazt a táblát talán egyfajta kockajátékra is használták és ebben játszhattak szerepet a jelölések.

## Szabályai
Az ősi csaturanga szabályai nem ismertek pontosan. A sakktörténészek szerint a szabályok azonosak lehettek a satrandzs szabályaival, vagy legalábbis nagyon hasonlóak.
- A rádzsa (király) ugyanúgy lép, mint a sakkban, vagy a satrandzsban (bármely irányban egyet).
- A vezér (rani, szenapati vagy mantri) átlósan egyet lép (mint a satrandzsban a fersz).
- A janaj (elefánt) vagy sakata úgy lép, mint a bástya a sakkban és a satrandzsban.
- A kutiraj (harci szekér) a régi irodalom szerint háromféleképpen léphet:
  - 1. Két mezőt átlósan, egyet átugorva, mint a satrandzsban az alfil. A négyszemélyes változatban, a csaturadzsiban ugyanígy lép a hajó is. A kínai sakkban, a hsziangcsiban az elefánt lép hasonlóképpen, de ugrás nélkül.
  - 2. Egy mezőt előre vagy egy mezőt átlósan. Ez ugyanaz, mint a sógiban az ezüst tábornok mozgása. A thai sakkban (makruk) és a burmai sakkban (szittujin) ugyanígy lép az elefánt. Ezt a mozgást 1030-ban Abū Rayhān Bīrūnī is leírta Indiáról szóló könyvében.
  - 3.Két lépés oldalt vagy előre-hátra, egy mező átugrásával. Az ezt a lépést alkalmazó figurát egyes sakkváltozatokban dabbabah néven ismerik. Az arab sakkozó al-Adli 840 között leírta ezt a mozgást részben fennmaradt sakkról szóló munkájában. Az arab dabbabah szó régebben falak megtámadására szolgáló, burkolattal védett ostromgépet jelölt, ma tankot.
- Az asva (ló) ugyanúgy lép, mint a huszár a sakkban és a satrandzsban. Ez egy különleges lépés, amelynek alapján az ezt is tartalmazó táblajátékokat a csaturanga valószínű leszármazottjaként szokták azonosítani.
- A padati vagy bata (gyalogos katona), szajnik (harcos) úgy mozog, mint a gyalog a sakkban és a satrandzsban.

Al-Adli két további különbséget is említ a satrandzstól:
- A pattot győzelemnek számították a pattot előidéző játékos számára. Ez a szabály egyes középkori sakkváltozatokban is előfordult Angliában 1600 körül. Egyes források szerint patt nem is létezett (de ez valószínűtlen).
- Az a játékos, aki először vette le az ellenfél minden figuráját a király kivételével, nyert. Ez ugyan a satrandzsban is győzelemnek számít, de csak abban az esetben, ha a következő lépésben a „lemeztelenített” király nem tudja levenni az ellenfél utolsó bábuját a királyon kívül.